# Go-Daigo Tennō
Go-Daigo Tennō (後醍醐天皇?  26 de noviembre de 1288-19 de septiembre de 1339) fue el 96.º emperador de Japón, según el orden tradicional de sucesión. Los historiadores post-Meiji consideran que su reinado abarca los años 1318 y 1339; no obstante, los registros históricos pre-Meiji consideran que reinó entre 1318 y 1332, ya que había sido depuesto por el shogunato Kamakura. Los historiadores pre-Meiji consideran que el Emperador Go-Daigo gobernó como Pretendiente del Norte entre los años 1336 y 1339. Antes de ser ascendido al Trono de Crisantemo, su nombre personal (imina) era Príncipe Imperial Takeharu (尊治親王 Takeharu-shinnō?)

## Genealogía
Fue el segundo hijo de Go-Uda Tennō, pertenecía a la rama Daikakuji-tō de la Familia Imperial.
- Primer hijo: Príncipe Imperial Moriyoshi (o Morinaga) (護良親王)
- Segundo hijo: Príncipe Imperial Takayoshi (尊良親王)
- Tercer hijo: Príncipe Imperial Muneyoshi (宗良親王)
- Cuarto hijo: Príncipe Imperial Tsunenaga (o Tsuneyoshi) (恒良親王)
- Quinto hijo: Príncipe Imperial Norihito (法仁親王)
- Sexto hijo: Príncipe Imperial Nariyoshi (o Narinaga) (成良親王)
- Séptimo hijo: Príncipe Imperial Noriyoshi (義良親王, futuro Go-Murakami Tennō)
- Undécimo hijo: Príncipe Imperial Kaneyoshi (o Kanenaga) (懐良親王)

## Biografía

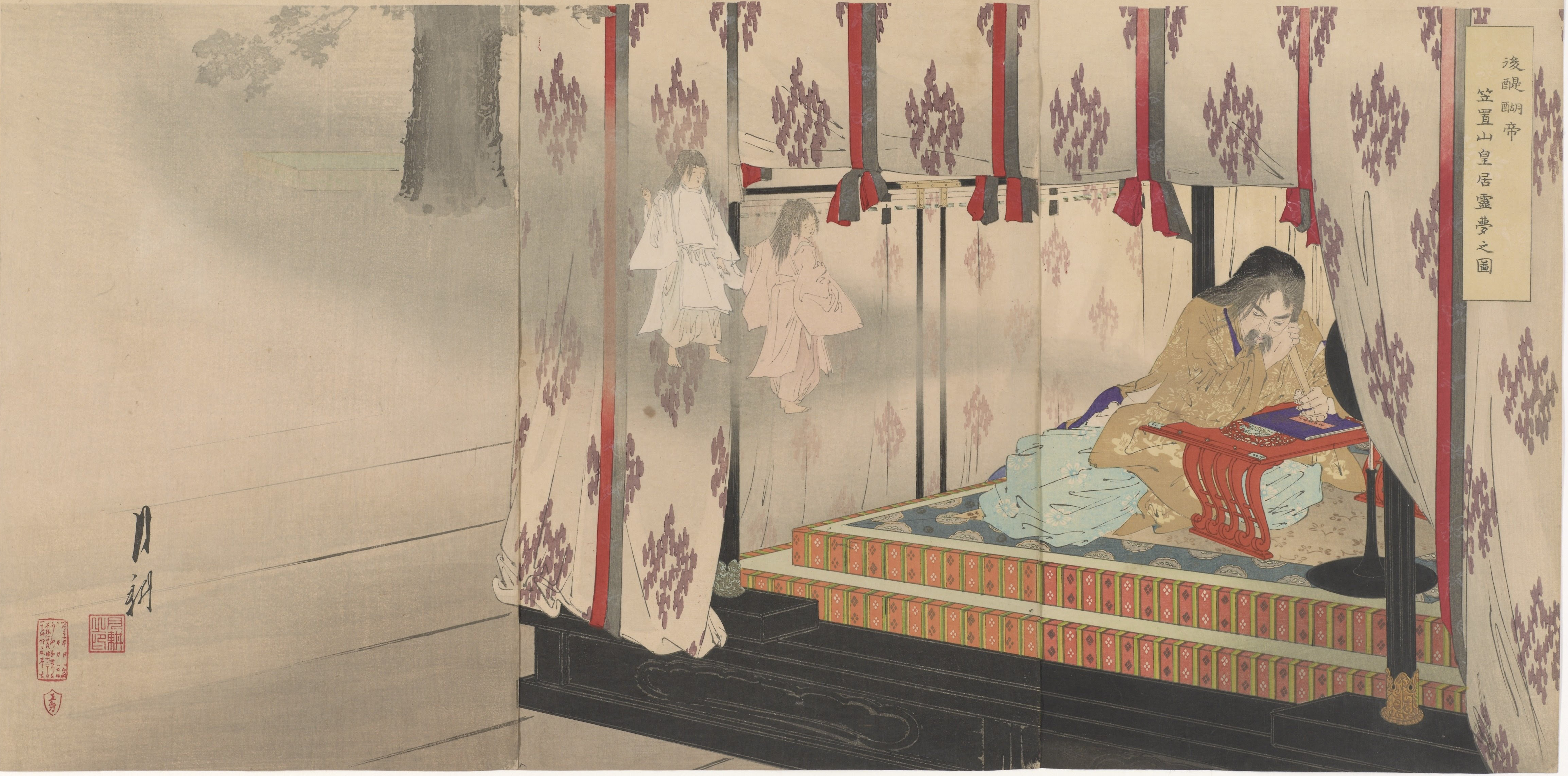
Impresión tríptica en madera por Gekko Ogata. Go-Daigo Tennō sueña con fantasmas en su palacio en Kasagiyama.

Go-Daigo Tennō asumió el trono a los 29 años, tras la abdicación de Hanazono Tennō, su primo tercero; en 1318.
En 1324 ocurre el Incidente Shōchū, un plan fallido de derrocamiento del Shogunato Kamakura y que fue planeado por el propio Emperador Go-Daigo, pero que fue descubierto a tiempo por el grupo Rokuhara Tandai.
Nuevamente en 1331, ocurre el Incidente Genkō, otro plan del Emperador Go-Daigo que fue descubierto tras la traición de un aliado cercano, Yoshisa Sadafusa. El Emperador Go-Daigo huyó con los Tesoros Sagrados y se refugió en el castillo de Kasagiyama (en el actual pueblo de Kasagi, en la prefectura de Kioto) y armó un ejército, pero el castillo cayó a manos del ejército del shogunato en 1332. El shogunato pone al Emperador Kōgon al trono, y exilia al Emperador Go-Daigo en la provincia de Oki (en la actual prefectura de Shimane), el mismo lugar donde el Emperador Go-Toba fue exiliado en 1221.
En 1333, Go-Daigo Tennō escapa de las islas Oki con la ayuda de Nawa Nagatoshi y su familia, levantó un ejército en la Montaña Funagami en la provincia de Hōki (en el actual pueblo de Kotoura, en la prefectura de Tottori). Ashikaga Takauji, quien trabaja para el shogunato, se alió con el Emperador y capturó al grupo Rokuhara Tandai. También, Nitta Yoshisada, quien había creado un ejército en el este, logra derrotar al clan Hōjō y de paso destruyen el shogunato. El Emperador Go-Daigo regresa a Kioto y reasume el trono del Emperador Kōgon. Este suceso da inicio a la Restauración Kenmu.
La Restauración se caracterizó por un regreso a la antigua forma de gobierno anterior al shogunato, el emperador decidió poner una serie de medidas dictatoriales, similares al Emperador de China. Quiso imitar el estilo de gobierno chino en todas sus formas, instituyendo reformas, litigios sobre derechos de tierras, recompensas, y la exclusión de la clase samurái del orden político; no obstante, estas medidas comenzaron a desgastarse.
En 1335, Ashikaga Takauji, quien había viajado al este de Japón para reprimir una rebelión sin una orden imperial, se mostró opuesto a la Restauración. El Emperador Go-Daigo ordenó a Nitta Yoshisada a que detuviera a Ashikaga, pero Ashikaga lo derrotó en la Batalla de Takenoshita. Posteriormente, Kusunoki Masashige y Kitabake Akiie, quienes eran leales al emperador, destruyen al ejército de Ashikaga.
Empero, en 1336, Ashikaga Takauji viaja a Kioto con su ejército reestructurado y amenaza con tomar la ciudad. Kusunoki propuso una reconciliación entre Ashikaga y el Emperador Go-Daigo, pero el emperador se opuso a la medida; en cambio, mandó a Kusunoki y a Nitta con el objetivo de destruir a Ashikaga. Las fuerzas imperiales fueron derrotadas en la Batalla de Minatogawa.
Cuando Ashikaga entró a Kioto, el emperador resistió y luego huyó al Monte Hiei, en vista de una reconciliación envió los Tesoros Sagrados a Ashikaga. Takauji decidió poner al trono al Emperador Kōmyō, de la rama Jimyōin-tō, y acaba la Restauración Kenmu e inicia el shogunato Ashikaga.
Go-Daigo Tennō escapó de Kioto y se llevó consigo los Tesoros Sagrados verdaderos, ya que los entregados a Ashikaga eran unas falsificaciones. Se establece la Corte del Sur en las montañas de Yoshino, e inicia el Período de las Cortes del Norte y del Sur, donde la Dinastía del Norte establecida en Kioto y la Dinastía del Sur en Yoshino, se disputarían por el poder del país.
Posteriormente, Go-Daigo Tennō ordenaría a sus hijos y a Nitta Yoshisada a la región de Hokuriku, con el fin de repeler el poder de la Corte del Norte. En 1339, Go-Daigo Tennō abdica a los 51 años de edad a favor de su hijo, Go-Murakami Tennō.
Poco después, en ese mismo año, fallece de una enfermedad desconocida. Su Tumba Imperial está localizada en Yoshino.

## Kugyō
- Sesshō:
- Daijō Daijin
- Sadaijin:
- Udaijin:
- Nadaijin:
- Dainagon:

## Eras
Eras pre-Nanboku-chō
- Bunpō (1317 – 1319)
- Gen'ō (1319 – 1321)
- Genkō (primera) (1321 – 1324)
- Shōchū (1324 – 1326)
- Karyaku (1326 – 1329)
- Gentoku (1329 – 1331)
- Genkō (segunda) (1331 – 1334)
- Kenmu (1334 – 1336)

Eras de la Corte del Sur
- Engen (1336 – 1340)

Eras de la Corte del Norte
- Shōkei (1332 – 1338)
- Ryakuō (1338 – 1342)

## En la ficción
El Emperador Go-Daigo aparece en la novela de historia alternativa Romanitas de Sophia McDougall.